# Back for Good
Back for Good («Повернення назавжди») — сьомий альбом гурту Modern Talking, що вийшов після майже десятирічного мовчання групи. Пісні, включені в нього, дуже добре всім знайомі.
Альбом став своєрідною колекцією найкращих хітів. Усього в альбом увійшло 18 композицій. Пісні були переспівані і абсолютно по-новому аранжовані (деякі, наприклад, «Леді Лей» або «Серце Енджі», досить важко впізнати у новому аранжуванні).
Через 10 днів після випуску альбом займає перше місце в чартах, а ще через 4 дні диск став платиновим.